# В'єнгтхонг

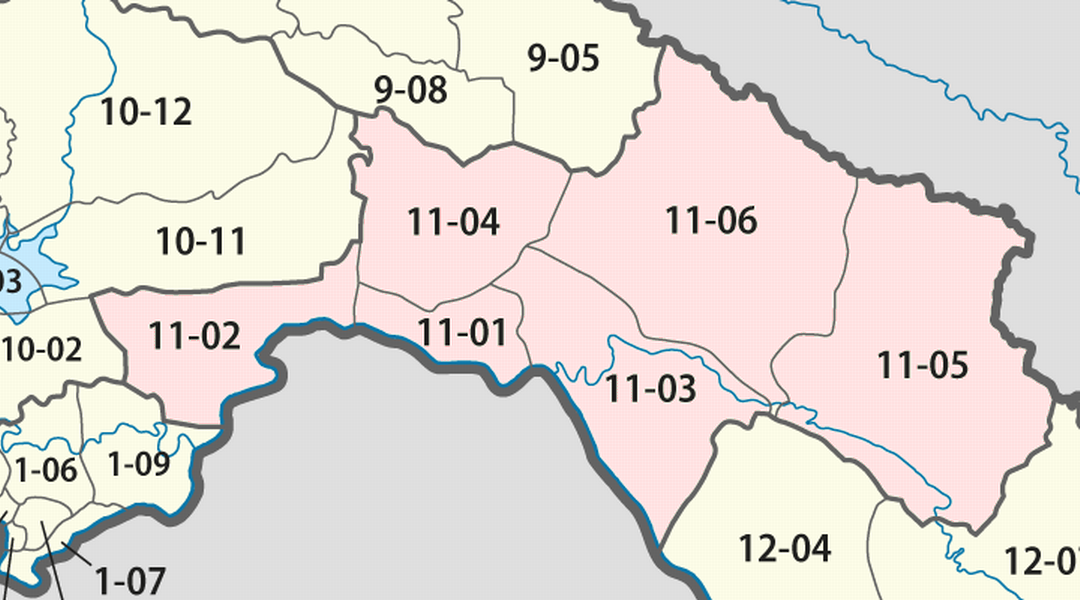
Число 11-06

В'єнгтхонг — один з районів (лаос. ເມືອງ муанг) провінції Болікхамсай, Лаос.